# Miroslav Varga
Miroslav Varga (* 21. September 1960 in Žatec, Tschechoslowakei) ist ein ehemaliger tschechischer Sportschütze.

## Erfolge
Miroslav Varga nahm an drei Olympischen Spielen teil. Bei den Olympischen Spielen 1988 in Seoul qualifizierte er sich im liegenden Anschlag mit dem Kleinkalibergewehr mit dem Weltrekord von 600 Punkten für das Finale, in dem er 103,9 Punkte schoss. Mit insgesamt 703,9 Punkten belegte er den ersten Platz und wurde somit Olympiasieger. In derselben Konkurrenz kam er 1992 in Barcelona nicht über den 31. Platz hinaus. Seine dritte Olympiateilnahme erfolgte 2008 in Peking, nunmehr für Tschechien. Mit 590 Punkten erreichte er den 29. Platz. Bereits 1990 wurde er bei den Weltmeisterschaften in Moskau in drei Mannschaftskonkurrenzen mit dem Kleinkalibergewehr Vizeweltmeister: im Dreistellungskampf, im liegenden Anschlag sowie im stehenden Anschlag.